# Budweiss Hellboys
Budweiss Hellboys je českobudějovický klub amerického fotbalu.

## Popis a historie

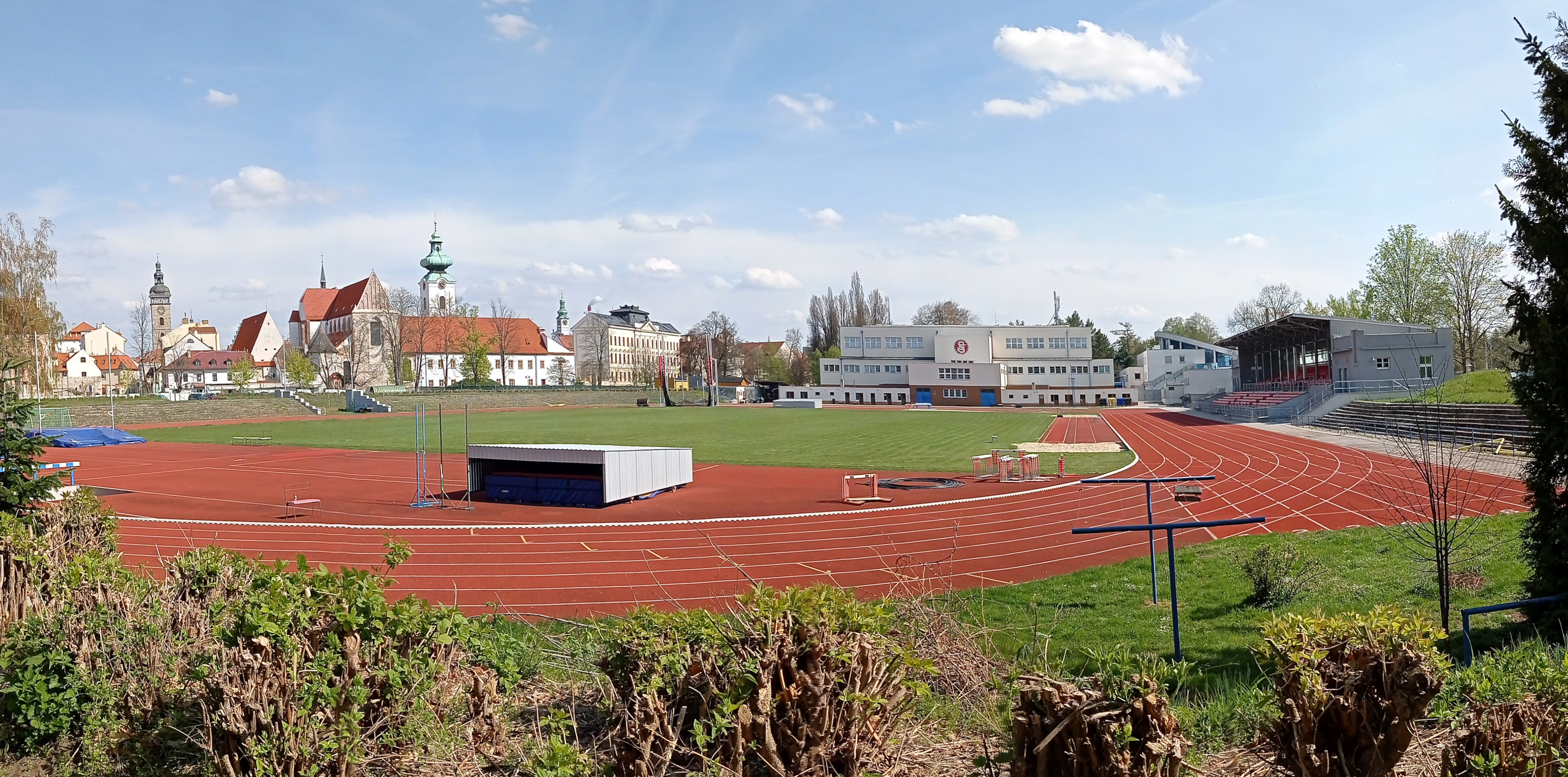
Atletický stadion TJ Sokol

Klub se na podzim roku 2007 stal prvním klubem amerického fotbalu v jižních Čechách. Od počátku je součástí TJ Sokol České Budějovice a od roku 2009 je zapsán v České asociaci amerického fotbalu (ČAAF). Domácí zápasy hraje na Atletickém stadionu na Sokolském ostrově v Českých Budějovicích.
Budweiss Hellboys obsazuje soutěže mužů (2009–2019), juniorů (2017–2020), flag dospělí (2011, 2016) a flag U18 (2016–2018).[zdroj?] V letech 2009–2019 pod ČAAF prošel postupně všechny čtyři výkonnostní ligy s bilancí 33 výher a 36 porážek (47,8%).[zdroj?]
| Sezóna | Liga | Místo | Celk. Um. |
| ------ | ---- | ----- | --------- |
| 2009   | 1.   | 8.    | 8. místo  |
| 2010   | 2.   | 4.    | 11. místo |
| 2011   | 2.   | 4.    | 10. místo |
| 2012   | 2.   | 1.    | 11. místo |
| 2013   | 2.   | 5.    | 13. místo |
| 2014   | 3.   | 4.    | 14. místo |
| 2015   | 3.   | 6.    | 16. místo |
| 2016   | 3.   | 3.    | 14. místo |
| 2017   | 3.   | 6.    | 17. místo |
| 2018   | 3.   | 7.    | 20. místo |
| 2019   | 4.   | 1.    | 21. místo |

### Sezóna 2019

#### Výsledky Budweiss Hellboys v sezóně 2019 ve 4. lize
- Budweis Hellboys – Tábor Foxes 65:0
- Budweis Hellboys – Jičín Hurricanes 26:6
- Teplice Nordians – Budweis Hellboys 0:35
- Karlovy Vary Warriors – Budweis Hellboys 38:0
- Budweis Hellboys – Most Hunters 35:0 kont.
- Tábor Foxes – Budweis Hellboys 16:20

#### Iron Bowl V
- Karlovy Vary Warriors (1.) – Budweis Hellboys (2.) 14:15

### Organizace
- Vedoucí týmu: Ing. Ladislav Kaločai
- Hlavní trenér: Jaroslav Zeman
- Trenér: Michal Indráček

## Úspěchy
- Vítěz ČLAF B 2012 (7's soutěž)
- Vítěz 2. juniorské ligy 2017 (9's soutěž)
- Vítěz 4. Ligy 2019 (Iron Bowl V)
- 2. místo ve Flagové soutěži U19 2018 (5's soutěž)
- 3. místo ve Flagové soutěži U19 2017 (5's soutěž)